# Akhnoor
Akhnoor is een stad en “notified area” in het district Jammu van het Indiase unieterritorium Jammu en Kasjmir. De stad ligt aan de rivier de Chenab.

## Demografie
Volgens de Indiase volkstelling van 2001 wonen er 10.770 mensen in Akhnoor, waarvan 53% mannelijk en 47% vrouwelijk is. De plaats heeft een alfabetiseringsgraad van 76%.